# Myotis hosonoi
Myotis hosonoi es una especie de murciélago de la familia Vespertilionidae.

## Distribución geográfica
Se encuentra en Japón.